# سوزان غونارسون
سوزان غونارسون (بالسويدية: Susanne Gunnarsson)‏ هي راكبة الكنو سويدية، ولدت في 8 سبتمبر 1963 في Katrineholm ‏ في السويد.

## وصلات خارجية
- سوزان غونارسون على موقع أوليمبيديا (الإنجليزية)
- سوزان غونارسون على موقع اللجنة الأولمبية السويدية (السويدية)